# Martin O'Connell
Martin O'Connell peut concerner :
- Martin O'Connell (football gaélique) (né en 1963), footballeur gaélique irlandais ;
- Martin O'Connell (homme politique) (1916–2003), homme politique canadien ;
- Martin O'Connell (pilote de course), champion national britannique de Formule 3 en 1997 et 1999 ;
- Joe O'Connell (républicain irlandais) (Martin Joseph O'Connell, né en 1951).